# Prudence Maïdou
Pour les articles homonymes, voir Maïdou.
Prudence Maïdou, aussi connue sous le nom de scène Prudanse, est une actrice, danseuse, chorégraphe, metteuse en scène française d'origine centrafricaine, née le 6 mai 1981 à Bangui (République centrafricaine).
Elle est notamment connue pour avoir interprété le rôle principal féminin dans le film Bienvenue au Gondwana de Mamane.

## Biographie
Prudence Maïdou naît à Bangui le 6 mai 1981. Elle arrive en France à l’âge de 10 ans pour rejoindre sa mère à Noisy-le-Grand. À 16 ans, elle commence à travailler comme danseuse dans diverses émissions de télé. Sur son parcours elle partage des scènes aux côtés de Johnny Hallyday, Iggy Pop, Jamiroquai, MC Solaar, ou encore les Black Eyed Peas. À 24 ans, elle est co-animatrice et chorégraphe sur TF1 dans l’émission quotidienne Le Bigdil, aux côtés de Vincent Lagaf'.
Elle participe en tant que metteure en scène à l’événement Slam Opéra aux côtés de Grand Corps Malade, les Nubians, Souleymane Diamanka et Princesse Erika. Après cela, elle slamme elle-même pendant six mois, à l’Européen. En parallèle, elle prend des cours de théâtre à l’école internationale de théâtre Béatrice Brout et aux studios Pygmalion,. 
Elle décroche son premier rôle avec la réalisatrice Nadine Otsobogo dans le court métrage Songe aux rêves. La réalisatrice la retient à nouveau comme interprète dans le court métrage qui remporte en 2013 le poulain de bronze au Festival panafricain du cinéma et de la télévision de Ouagadougou. En juin 2014, elle remporte le prix de la meilleure actrice au 17e festival du cinéma africain de Khouribga (Maroc), pour le rôle de Salla dans le long métrage Dakar Trottoirs de Hubert Laba Ndao.
En 2009, elle fonde l'association « Prud’danse avec les maux », qui produit le spectacle Maux de femmes (co-mise en scène avec l’artiste franco-ivoirienne Claudia Tagbo) dont les retombées vont aux femmes enceintes atteintes du sida. Elle crée aussi le mouvement Femmes centrafricaines en marche.
Après 2014, elle fonde, à Abidjan, son agence « Fais moi rêver » qui organise des spectacles et autres prestations artistiques. Son premier spectacle d'importance est la comédie musicale « African Cabaret » en 2016, dont elle assure la mise en scène et dans lequel elle joue également, avec plus d'une vingtaine d'interprètes,. En 2017, elle met en scène une pièce comique, " Les funérailles du respect . 
La même année, elle joue au cinéma le rôle de Betty dans le film Bienvenue au Gondwana de Mamane.
Malgré ses actions en faveur des femmes, elle déclare ne pas être féministes et ne pas croire à l'égalité hommes-femmes, qui ne serait pas dans la culture noire. « Le féminisme qu’est-ce que j’en pense ? Pffft je lève les yeux en l’air… passons. ».

## Filmographie

### Cinéma

#### Longs métrages
- 2003 : Nathalie... d'Anne Fontaine : l'hôtesse du bar
- 2010 : Le Baltringue de Cyril Sebas : la danseuse africaine
- 2013 : Dakar Trottoirs de Hubert Laba Ndao : Salla
- 2014 : Amour sur place ou à emporter d'Amelle Chahbi : la femme du Starbucks
- 2015 : Patries de Cheyenne Carron
- 2017 : Bienvenue au Gondwana de Mamane : Betty

#### Courts métrages
- 2006 : Songe au rêve de Nadine Otsobogo
- 2012 : Elle s'amuse de Nadine Otsobogo-Boucher
- 2013 : Dialemi de Nadine Otsobogo

### Télévision
- 2006 : Intervilles (émission de télévision, 6 épisodes) : une pom-pom girl
- 2011 : Empreintes criminelles (série télévisée) de Christian Bonnet : Joséphine Baker
- 2019 : Alex Hugo, épisode L'Etrangère d'Olivier Langlois : Sowa[12]

### Clips
- 2001 : Little L de Jamiroquai, réalisé par Stéphane Sednaoui
- 2001 : Ange étrange de David Hallyday
- 2001 : Supernature de Cerrone, réalisé par Fred Garson
- 2002 : Doo Wap de Paul Johnson, réalisé par Jean-François Julian
- 2005 : Iznogood de Michael Youn

## Spectacles
- 2002 : Playback de Régis Obadia - tournée internationale
- 2006 : Incendies de Wajdi Mouawad : Nawal
- 2006 : Tyaroye de Léopold Sédar Senghor
- 2007-2008 : Maux de femmes (monologue pour femmes)
- 2014 : African cabaret
- 2017 : Les Funérailles du respect